# François Martin (Komponist, um 1727)
François Martin (* um 1727; † 1757 in Paris) war ein französischer Komponist und Cellist. 
François Martin erhielt seine musikalische Ausbildung im Umfeld der Hofkapelle von Louis, dem 6. Herzog von Gramont. Ab den 1740er-Jahren war er Solocellist an der Pariser Oper.

## Werke
Die Mehrzahl seiner Kompositionen sind Instrumentalwerke im Stile der Vorklassik, es sind auch mehrere kleine Kantaten und Motetten aus seiner Feder bekannt.
- Sonate da camera, Violoncello, B.c. op. 1 (1748)
- 6 Sonates, Duo Violine, Violoncello, B.c. op. 2 (1746)
- Six Symphonies et Ouvertures op. 4 (Paris, 1751) Die drei dreisätzigen Symphonien sind im italienischen Stil, die drei Ouvertüren tragen französische Züge.
- Six Trios ou Conversations à 3 für 2 Violinen und Cello
- mehrere Sonaten und Tänze
- Concerto für Cello und Orchester, im April 1747 beim Concert Spirituel aufgeführt (Verschollen).
- Symphonie à cors de chasse, aufgeführt am 10. Juni 1751 beim Concert Spirituel (Verschollen).